# Chambre de commerce et d'industrie de Québec
 (novembre 2024).
Si vous disposez d'ouvrages ou d'articles de référence ou si vous connaissez des sites web de qualité traitant du thème abordé ici, merci de compléter l'article en donnant les références utiles à sa vérifiabilité et en les liant à la section « Notes et références ».
 (mars 2024).
 (août 2025).
La mise en forme du texte ne suit pas les recommandations de Wikipédia : il faut le « wikifier ».
Les points d'amélioration suivants sont les cas les plus fréquents. Le détail des points à revoir est peut-être précisé sur la page de discussion.
- Les titres sont pré-formatés par le logiciel. Ils ne sont ni en capitales, ni en gras.
- Le texte ne doit pas être écrit en capitales (les noms de famille non plus), ni en gras, ni en italique, ni en « petit »…
- Le gras n'est utilisé que pour surligner le titre de l'article dans l'introduction, une seule fois.
- L'italique est rarement utilisé : mots en langue étrangère, titres d'œuvres, noms de bateaux, etc.
- Les citations ne sont pas en italique mais en corps de texte normal. Elles sont entourées par des guillemets français : « et ».
- Les listes à puces sont à éviter, des paragraphes rédigés étant largement préférés. Les tableaux sont à réserver à la présentation de données structurées (résultats, etc.).
- Les appels de note de bas de page (petits chiffres en exposant, introduits par l'outil «  Source ») sont à placer entre la fin de phrase et le point final[comme ça].
- Les liens internes (vers d'autres articles de Wikipédia) sont à choisir avec parcimonie. Créez des liens vers des articles approfondissant le sujet. Les termes génériques sans rapport avec le sujet sont à éviter, ainsi que les répétitions de liens vers un même terme.
- Les liens externes sont à placer uniquement dans une section « Liens externes », à la fin de l'article. Ces liens sont à choisir avec parcimonie suivant les règles définies. Si un lien sert de source à l'article, son insertion dans le texte est à faire par les notes de bas de page.
- La présentation des références doit suivre les conventions bibliographiques. Il est recommandé d'utiliser les modèles {{Ouvrage}}, {{Chapitre}}, {{Article}}, {{Lien web}} et/ou {{Bibliographie}}. Le mode d'édition visuel peut mettre en forme automatiquement les références.
- Insérer une infobox (cadre d'informations à droite) n'est pas obligatoire pour parachever la mise en page.

Pour une aide détaillée, merci de consulter Aide:Wikification.
Si vous pensez que ces points ont été résolus, vous pouvez retirer ce bandeau et améliorer la mise en forme d'un autre article.
Pour les articles homonymes, voir CCQ.

Logo CCIQSite web
https://cciquebec.ca/

La Chambre de commerce et d'industrie de Québec (CCIQ) est un regroupement de la communauté d’affaires de la Capitale-Nationale, au Canada, qui a pour slogan Rassembler pour créer et qui permet de : 
- Développer son réseau
- Se former en continu
- Faire rayonner son entreprise
- Appartenir à un écosystème influent

En 2024, célèbre ses 215 ans.

## Histoire
La Chambre de commerce de Québec est la deuxième plus vieille organisation de ce genre au Canada.
Plus de 200 ans d'histoire
Fondée en 1809, alors que la ville de Québec comptait 16 500 habitants, la Chambre de commerce de Québec fait partie intégrante du développement de Québec et de sa grande région. Voici les principaux faits marquants de son histoire.
Le 21 février 1809, réunis à l’Hôtel Union, rue Sainte-Anne, sept marchands de Québec décident, suivant la suggestion de commerçants d’Halifax, de fonder le «Committee of Trade of Quebec».
Tous les efforts des marchands de Québec tendent, dans la première moitié du XIXe siècle, vers un seul but : faire de Québec le centre de distribution des produits anglais et antillais pour les Haut et Bas-Canada.
Jusqu’en 1860, la construction navale, véritable moteur de l’économie de Québec, occupe la moitié de la main-d’œuvre disponible. Cependant, l’augmentation des coûts, causée par la montée des prix et les hausses salariales, place les chantiers de Québec en mauvaise position. La Chambre est alors appelée à plusieurs occasions à concilier les premiers conflits de travail entre ouvriers, commerçants de bois et constructeurs de navires
La grande noirceur
La Chambre soumet au gouvernement fédéral le projet de relier à l’intercolonial, qui assure la liaison entre Rivière-du-Loup et les Maritimes, l’embranchement du Grand Tronc qui va de Lévis à Rivière-du-Loup. Il ne manque plus qu’une jonction entre la Rive-Nord et la Rive-Sud, soit le Pont de Québec, projet auquel la Chambre va se consacrer pendant plusieurs années.
Au tournant du XXe siècle, la Chambre appuie la création d’écoles techniques et commerciales et accentue son rôle de soutien, de formation et d’assistance à ses membres, établissant une tradition toujours vivante.
En 1946, la Chambre modifie en profondeur ses structures administratives et élargit son champ d’intervention à l’ensemble des questions liées à l’économie de la région de Québec. Elle accepte une plus grande diversité de membres, les entreprises étant désormais admises au même titre que les individus.
En 1948, afin d’allonger la saison touristique, elle propose la résurrection du Carnaval de Québec.
En 1959, après avoir contribué à sa restauration, la Chambre s’installe à la maison Maillou.
Moteur économique
Depuis la décennie des années 1970, plusieurs initiatives de la Chambre se sont avérées de puissants moteurs économiques : la restauration de la Place Royale, le dragage du chenal Saint-Jean, l’agrandissement de l’aérogare et l’allongement des pistes de l’Aéroport international Jean-Lesage en sont de bons exemples.
Sur le plan économique en général, la Chambre fait la promotion, dans les années 1980, de la création de la Société de promotion économique du Québec métropolitain (SPEQM) et, dans les années 1990, collabore à la mise en place d’un Centre de services aux entreprises canadiennes (info-entrepreneurs) pour les régions de Québec et de l’Est-du-Québec.
Consciente que l’avenir de la région de Québec dépend de sa volonté de consolider et d’élargir le rôle de centres de recherche et d’innovation, la Chambre contribue à la création du Groupe d’action pour l’avancement technologique et industriel de la région de Québec (GATIQ).
En 1997, la Chambre initie la plus importante campagne de promotion visant à faire valoir le rayonnement international des entreprises d’ici et leur savoir-faire. Sous le thème «Québec à la grandeur du monde», cette campagne, d’un quart de million de dollars, contribuera à freiner le climat de morosité qui s’est installé dans la région.
La Chambre accepte, en 1998, de porter le flambeau du projet olympique de Québec 2010 en prenant la responsabilité de trouver un leader rassembleur et de mettre sur pied une imposante collecte de fonds auprès des gens d’affaires. Cette initiative aura permis d’amasser plus de 450 000 $ en moins de dix jours.
Également en 1998, la Chambre mérite le trophée «Chambre de commerce de l’année», en reconnaissance de son dynamisme et de son leadership dans la promotion du développement économique de la grande région de Québec.
XXIe siècle
En 2000, la Chambre lance le défi «Québec, Capitale du Web». À cet effet, un comité interchambres constitué de six Chambres de commerce de la grande région de Québec sensibilise et accompagne les entreprises dans l’intégration des affaires électroniques à leur processus d’affaires actuel.
Le 3 juillet 2001, la Chambre, appuyée par l’aéroport international Jean-Lesage, lance un appel à la mobilisation régionale pour l’amélioration de la desserte régionale et met sur pied le Groupe d’action pour les liaisons aériennes, qui comprend les partenaires suivants : l’aéroport international Jean-Lesage, la Chambre de commerce de Québec, l’Office du Tourisme de Québec, le Centre des congrès de Québec, l’administration portuaire de Québec, la conférence régionale des élus, Pôle Québec Chaudière-Appalaches, le Bureau de la Capitale-Nationale, et Développement Économique Canada. Moins de deux ans après sa création, le Groupe a contribué à développer de nouvelles liaisons aériennes sur les plans national et international.
En 2001, Françoise Mercure devient la première femme à présider le conseil d’administration en 192 ans d’histoire.
Le 17 juin 2002, dans la foulée des regroupements municipaux,, les Chambres de commerce Beauport-Côte-de-Beaupré, Charlesbourg-Chauveau et Québec métropolitain unissent leurs forces et donnent naissance à la nouvelle Chambre de commerce et d’industrie de Québec.
En 2006, au terme d’un rigoureux processus normatif s’apparentant à celui menant à la certification ISO 9001, la Chambre de commerce de Québec est la toute première chambre de la grande région de Québec à obtenir son accréditation « avec distinction » de la Fédération des chambres de commerce du Québec et de la Chambre de commerce du Canada, témoignant ainsi de standards de gestion de haut calibre.
En 2007, en réalisant le regroupement avec la Chambre de commerce des entrepreneurs de Québec, la Chambre de commerce et d’industrie de Québec termine l’unification des forces vives du milieu des affaires de la région, devenant ainsi la seule et unique chambre de commerce du territoire et la plus importante de tout l’est du Québec.
200 ans d’histoire
En 2008-2009, la Chambre de commerce et d’industrie de Québec, deuxième plus ancienne chambre de commerce au Canada après celle d’Halifax, célèbre son bicentenaire. Cette période est l’occasion de festivités et de commémorations qui positionneront la Chambre et ses partenaires à l’échelle nationale et même internationale. Qui plus est, le 200e de la Chambre se déroule au même moment que les célébrations du 400e de la Ville de Québec, lesquelles généreront un rayonnement à très grande échelle.

### Archives
- Le fonds d'archives de Chambre de commerce de Québec est conservé au centre d'archives de Québec de Bibliothèque et Archives nationales du Québec[2].